# Signaturverordnung (Deutschland)
Die Signaturverordnung (Verordnung zur elektronischen Signatur; SigV) ergänzte das Signaturgesetz um Einzelregelungen zu den Anforderungen an die Zertifizierungsdiensteanbieter sowie an die bei der Zertifikats- und Signaturerstellung einzusetzenden Produkte und Verfahren. Sie konkretisierte darüber hinaus die Kostenregelung in § 22 SigG. In der Anlage 1 machte sie zudem detaillierte Vorgaben für die Prüfung von Produkten für qualifizierte elektronische Signaturen.
Die Verordnung wurde am 16. November 2001 neu gefasst. Die Verordnungsermächtigung für die Verordnung findet sich in § 24 SigG. Die Signaturverordnung trat am 29. Juli 2017 gemeinsam mit ihrer Rechtsgrundlage außer Kraft (Art. 12 Abs. 1 Nr. 2 des eIDAS-Durchführungsgesetzes). Die Rechtsgrundlage für nachfolgende Verordnungen ist § 20 des Vertrauensdienstegesetzes.